# Enrique XII de Reuss-Köstritz
Enrique XII de Reuss-Köstritz (en alemán: Heinrich XII, Prinz Reuss zu Köstritz; 8 de marzo de 1829, Dresde-15 de agosto de 1866, Bad Lobenstein, Turingia) fue un príncipe de la línea media de Reuss-Köstritz y Señor de Stonsdorf, una localidad en el Condado de Jelenia Góra, en suroeste de la actual Polonia.

## Vida y familia
Fue hijo de Enrique LXIII, príncipe de la línea media de Reuss-Köstritz, y Carolina de Stolberg-Wernigerode.
Era pariente de la Princesa Leonor de Bulgaria (1860-1917), esposa desde 1908 del zar Fernando I de Bulgaria (1861-1948).

## Matrimonio e hijos
Enrique XII se casó el 6 de junio de 1858 en Pszczyna con la condesa Ana Carolina de Hochberg (1839-1916), tuvieron dos hijos.
- Enrique XXVIII de Reuss-Köstritz (3 de febrero de 1859, Stoensdorf - 8 de marzo de 1924, Berlín), príncipe titular de Reuss-Köstritz y Conde de Dürenberg desde el 15 de julio en 1908. Tuvo descendencia.
- Magdalena von Reuss (18 de diciembre de 1860, Schönsdorf - 27 de febrero de 1862, Schönsdorf).

Posteriormente Ana Carolina se casó el 25 de septiembre de 1869 con el hermano de Enrique XII, Enrique XIII (1830-1897).